# Incara multisquamatus
Incara multisquamatus är en fiskart som beskrevs av Rao, 1971. Incara multisquamatus ingår i släktet Incara och familjen Eleotridae. Inga underarter finns listade i Catalogue of Life.